# 川田剛 (税理士)
川田 剛（かわだ ごう、1942年〈昭和17年〉 - ）は、日本の税理士。茨城県下館市出身。東京大学農学部卒業。元仙台国税局局長。元明治大学大学院グローバル・ビジネス研究科教授。

## 略歴
- 1967年 - 東京大学卒業・国税庁入庁
- 1974年 - 大阪国税局柏原税務署長
- 1976年 - 人事院在外研究員として南カリフォルニア大学行政大学院へ留学
- 1978年 - 在サンフランシスコ日本国総領事館領事
- 1983年 - 仙台国税局調査査察部長
- 1987年 - 国税庁調査査察部国際調査管理官
- 1987年 - 国税庁長官官房国際業務室長
- 1991年 - 東京国税局徴収部長
- 1993年 - 関東信越国税局総務部長
- 1994年 - 国税庁徴収部管理課長
- 1995年 - 仙台国税局長
- 2004年 - 明治大学大学院グローバル・ビジネス研究科教授
- 2008年 - 明治大学専門職大学院グローバル・ビジネス研究科教授
- 2013年 - 明治大学を定年退職[1]

## 著作

### 単著
- 『国際課税の基礎知識』税務経理協会、1989年11月。ISBN 9784419013738。
  - 『国際課税の基礎知識』（11訂版）税務経理協会、2021年6月。ISBN 9784419067892。
- 『やさしい国税通則法』（平成7年度版）大蔵財務協会〈財協の税務教材シリーズ 9〉、1995年8月。ISBN 9784754702229。
  - 『やさしい国税通則法』（平成19年度版）大蔵財務協会〈財協の税務教材シリーズ 9〉、2007年8月。ISBN 9784754714161。
- 『タックス・ヘイブン対策税制／過少資本税制』税務経理協会〈国際課税の理論と実務 第4巻〉、2000年10月。ISBN 9784419036577。
- 『法人税の基礎Q&A』税務研究会出版局、2002年5月。ISBN 9784793111594。
- 『Q&A移転価格税制の基礎知識』税務経理協会、2002年7月。ISBN 9784419040352。
- 『基本法人税法』大蔵財務協会、2002年6月。ISBN 9784754709082。
- 『租税法入門』大蔵財務協会、2003年4月。ISBN 9784754709587。
  - 『租税法入門』（18訂版）大蔵財務協会、2003年4月。ISBN 9784754730000。
- 『新日米租税条約を読む』税務経理協会、2004年6月。ISBN 9784419042776。
- 『基礎から学ぶ法人税法』大蔵財務協会、2005年7月。ISBN 9784754712112。
  - 『基礎から学ぶ法人税法』（6訂版）大蔵財務協会、2013年6月。ISBN 9784754720278。
- 『日本版LLP・LLCの理論と税務 多様な事業体のすべて』財経詳報社、2005年10月。ISBN 9784881772195。
- 『英和対照 税金ガイド』（平成19年版）財経詳報社、2007年7月。ISBN 9784881772362。
  - 『英和対照 税金ガイド』（平成30年版）財経詳報社、2018年10月。ISBN 9784881774533。
- 『早見一覧移転価格税制のポイント』財経詳報社、2008年1月。ISBN 9784881772423。
- 『国際租税入門Q&A租税条約』税務経理協会、2008年3月。ISBN 9784419049904。
- 『国際租税入門Q&A移転価格税制』税務経理協会、2008年9月。ISBN 9784419049348。
- 『節税と租税回避 判例にみる境界線』税務経理協会、2009年7月。ISBN 9784419049676。
- 『会計と税務のズレ！』千倉書房、2010年5月。ISBN 9784805109465。
- 『基礎から身につく国税通則法』（平成22年度版）大蔵財務協会、2010年6月。ISBN 9784754717179。
  - 『基礎から身につく国税通則法』（令和4年度版）大蔵財務協会、2022年4月。ISBN 9784754729905。]
- 『移転価格税制』税務経理協会〈国際課税の理論と実務 第5巻〉、2000年10月。ISBN 9784419053949。
- 『Q&A海外勤務者に係る税務 出入国・相続贈与・海外投資』税務経理協会、2012年4月。ISBN 9784419058043。
  - 『Q&A海外勤務者に係る税務 出入国・相続贈与・海外投資』（第3版）税務経理協会、2017年2月。ISBN 9784419064235。
- 『Q&Aタックス・ヘイブン対策税制のポイント』財経詳報社、2012年5月。ISBN 9784881772775。
- 『Q&Aでわかる国外財産調書制度』税務経理協会、2012年9月。ISBN 9784419058791。
- 『Q&A国外財産調書制度の実務 調書対象財産の判定・評価・申告から罰則まで』大蔵財務協会、2013年12月。ISBN 9784754720391。
- 『Q&Aでわかる税務調査と税務手続 国税通則法改正』税務経理協会、2014年7月。ISBN 9784419061111。
- 『税理士・会計士のための基礎からよくわかる国際課税』ぎょうせい、2015年11月。ISBN 9784324100516。
- 『ケースブック海外重要租税判例』財経詳報社、2016年11月。ISBN 9784881774335。

### 共著
- 川田剛、黒坂昭一『図解国税通則法』（最新版）大蔵財務協会、1995年11月。ISBN 9784754702786。
- 川田剛、黒坂昭一『相続税物納実務Q&A 不動産の物納を中心として』税務研究会出版局、1996年4月。ISBN 9784793106569。
- 川田剛、本郷孔洋、永峰潤『日本進出税務ガイド 英語でわかる！』税務経理協会、1998年8月。ISBN 9784419030254。
- 川田剛、山田&パートナーズ『Q&Aで学ぶ連結納税ガイド』税務研究会出版局、2002年10月。ISBN 9784793112058。
- 川田剛、山田&パートナーズ『日本版LLPのすべて』税務経理協会、2005年10月。ISBN 9784419046194。
- 川田剛、徳永匡子『OECDモデル租税条約コメンタリー逐条解説』税務研究会出版局、2006年1月。ISBN 9784793114519。
  - 川田剛、徳永匡子『OECDモデル租税条約コメンタリー逐条解説』（第4版）税務研究会出版局、2018年8月。ISBN 9784793123108。
- 川田剛、山田&パートナーズ『解説とQ&Aによる 新会社法と平成18年度税制改正の税務 法人税を中心とする実務解説』大蔵財務協会、2006年7月。ISBN 9784754713140。
- 川田剛、ホワイト&ケース外国法事務弁護士事務所『ケースブック海外重要租税判例』財経詳報社、2010年6月。ISBN 9784881772638。
- 川田剛、春田憲重 著、山田&パートナーズ 編『中国進出企業のための移転価格税制ハンドブック』同文舘出版、2015年3月。ISBN 9784495176112。
- 川田剛、大久保勇『基礎から学ぶ法人税法』（7訂版）大蔵財務協会、2022年10月。ISBN 9784754730468。

### 共編
- 永峰潤 著、本庄資・川田剛 編『非居住者・非永住者課税』日本税理士会連合会監修、税務経理協会〈国際課税の理論と実務 第1巻〉、2000年9月。ISBN 9784419036546。
- 中野百々造 著、本庄資・川田剛 編『外国税額控除』日本税理士会連合会監修、税務経理協会〈国際課税の理論と実務 第2巻〉、2000年9月。ISBN 9784419036553。
- 本庄資 著、本庄資・川田剛 編『租税条約』日本税理士会連合会監修、税務経理協会〈国際課税の理論と実務 第3巻〉、2000年9月。ISBN 9784419036560。
- 本庄資 著、本庄資・川田剛 編『国際租税計画 わが国企業の外国課税の重要課題』日本税理士会連合会監修、税務経理協会〈国際課税の理論と実務 第6巻〉、2000年9月。ISBN 9784419036591。

### 編著
- 山田&パートナーズ、太陽グラントソントン税理士法人『英和対照 税金ガイド』川田剛編著（2020年版）、財経詳報社、2020年10月。ISBN 9784881774724。

### 監修
- 『東日本大震災の税務・復興支援』川田剛・尾崎三郎・関場修監修、財経詳報社、2011年10月。ISBN 9784881772744。
- Y&P法律事務所・山田&パートナーズ 編『中堅・中小企業のためのやさしい会社法』川田剛監修、同文舘出版、2014年12月。ISBN 9784495465117。